# Titus Veturius Geminus Cicurinus (consul en -494)
Pour les articles homonymes, voir Veturius Cicurinus.
Titus Veturius Geminus Cicurinus est un homme politique de la République romaine, consul en 494 av. J.-C.

## Famille
Il est membre des Veturii Cicurini, une branche patricienne de la gens des Veturii. Il est le frère de Caius Veturius Geminus Cicurinus, consul en 499 av. J.-C. et le père de Titus Veturius Geminus Cicurinus, consul en 462 av. J.-C. Lui et son frère sont peut-être jumeaux comme l'indiquerait leur cognomen Geminus.

## Biographie
Il est consul en 494 av. J.-C. avec Aulus Verginius Tricostus Caeliomontanus. Durant leur mandat, ils doivent faire face au mécontentement de la plèbe. Les créanciers ont droit d'enchaîner leurs débiteurs, et le peuple, écrasé de dettes, veut lutter contre cette situation. Les ennemis de Rome, attentifs aux différends internes, menacent la République, mais le peuple refuse de se mobiliser, d'autant plus qu'un des consuls de l'année passée, Appius Claudius Sabinus Regillensis, a aggravé la situation déjà explosive.
Le Sénat ordonne aux deux consuls élus de prendre leurs responsabilités et d'effectuer la mobilisation, mais le peuple refuse toujours d'écouter l'autorité consulaire et les deux magistrats sont conspués par le Sénat et les patriciens. Ces derniers tentent de forcer les citoyens à se mobiliser mais la foule en colère les maltraite.
Devant cette situation, le Sénat et les consuls nomment un dictateur populaire, Manius Valerius Volusus Maximus, pour tenter de ramener la concorde à Rome et de mobiliser les troupes. Celui-ci promet d'interdire de saisir un débiteur tant qu'il est sous les armes, à l'image de Publius Servilius Priscus Structus, consul l'année précédente. Une fois l'armée mobilisée, le dictateur mène ses troupes contre la coalition ennemie. Volusus mène l'expédition contre les Sabins, tandis que Tricostus affronte les Volsques et Geminus, les Èques. Les Romains sont victorieux sur les trois fronts, la ville volsque de Velitrae est conquise et une colonie romaine y est implantée.
Le dictateur souhaite améliorer le sort des débiteurs, mais le Sénat s'oppose à lui. En conséquence, il abdique de sa magistrature, sous les éloges de la population. Peu de temps après, toujours en 494 av. J.-C., le Sénat doit faire face à l'insurrection de la plèbe du mont Sacré. Les deux consuls participent aux pourparlers entre les patriciens et les plébéiens, qui veulent créer une autre ville, délégation menée par Agrippa Menenius Lanatus, qui emploie le fameux apologue « les membres et l'estomac » grâce auquel il tente de montrer que la cité ne peut exister sans la plèbe, mais que, parallèlement, la plèbe ne peut vivre sans la cité.